# Estancia Jesuítica Santa Catalina
La Estancia Jesuítica Santa Catalina es un  conjunto edilicio integrado por la iglesia, los claustros, las galerías, los patios, los talleres, el tajamar, las huertas y las rancherías, constituye una de las más valiosas obras de la arquitectura colonial conservadas en Argentina. 
La estancia ha sido declarada Monumento Histórico Nacional en 1941.
Junto a las estancias de Caroya, Jesús María, La Candelaria y Alta Gracia), y a la denominada Manzana Jesuítica de la ciudad de Córdoba, ha sido declarada Patrimonio de la Humanidad por UNESCO, el 29 de noviembre de  2000.

## Localización geográfica
Santa Catalina está localizada en un paraje rural en el que se conservó el entorno natural, a 20 km al oeste de la ciudad de Jesús María, y a 70 km al norte de la ciudad de Córdoba.
La mejor forma de llegar es por Ruta Nacional N.º hasta Jesús María, y desde allí tomar el camino que va a Ascochinga. A 7 u 8 km de distancia se encuentra un desvío a mano derecha que conduce a Santa Catalina, por camino de tierra.

## Historia

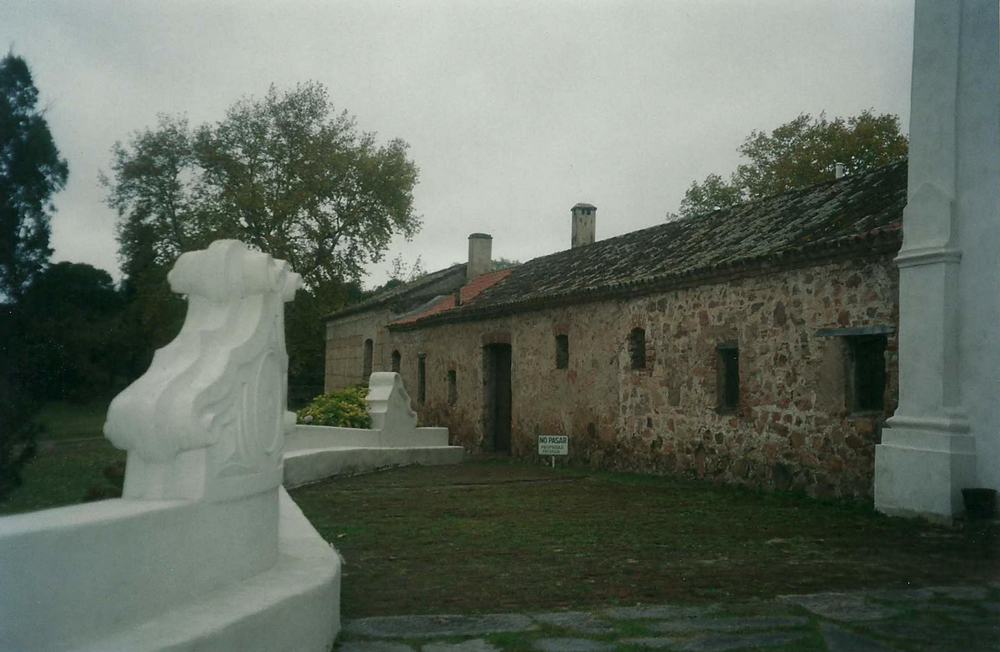
Claustros laterales a la iglesia de Santa Catalina.

Las tierras donde fue erigida la estancia de Santa Catalina, ubicadas en tierras de Calabalumba la Vieja, en 1584 fueron otorgadas en merced a Miguel de Ardiles, que había acompañado a Jerónimo Luis de Cabrera en la fundación de Córdoba. Cuando Ardiles muere lo hereda su hijo, Miguel de Ardiles el Mozo, quien vende las tierras al herrero Luis Frassón, otro miembro de la expedición fundadora de Cabrera. 
El 1 de agosto de 1622, Frassón vende todas las tierras a la Compañía de Jesús en cuatro mil quinientos pesos, la que, por ese entonces comprendía algunas precarias construcciones y muchas cabezas de ganado, y entonces comienzan las obras para establecer la estancia y el noviciado.

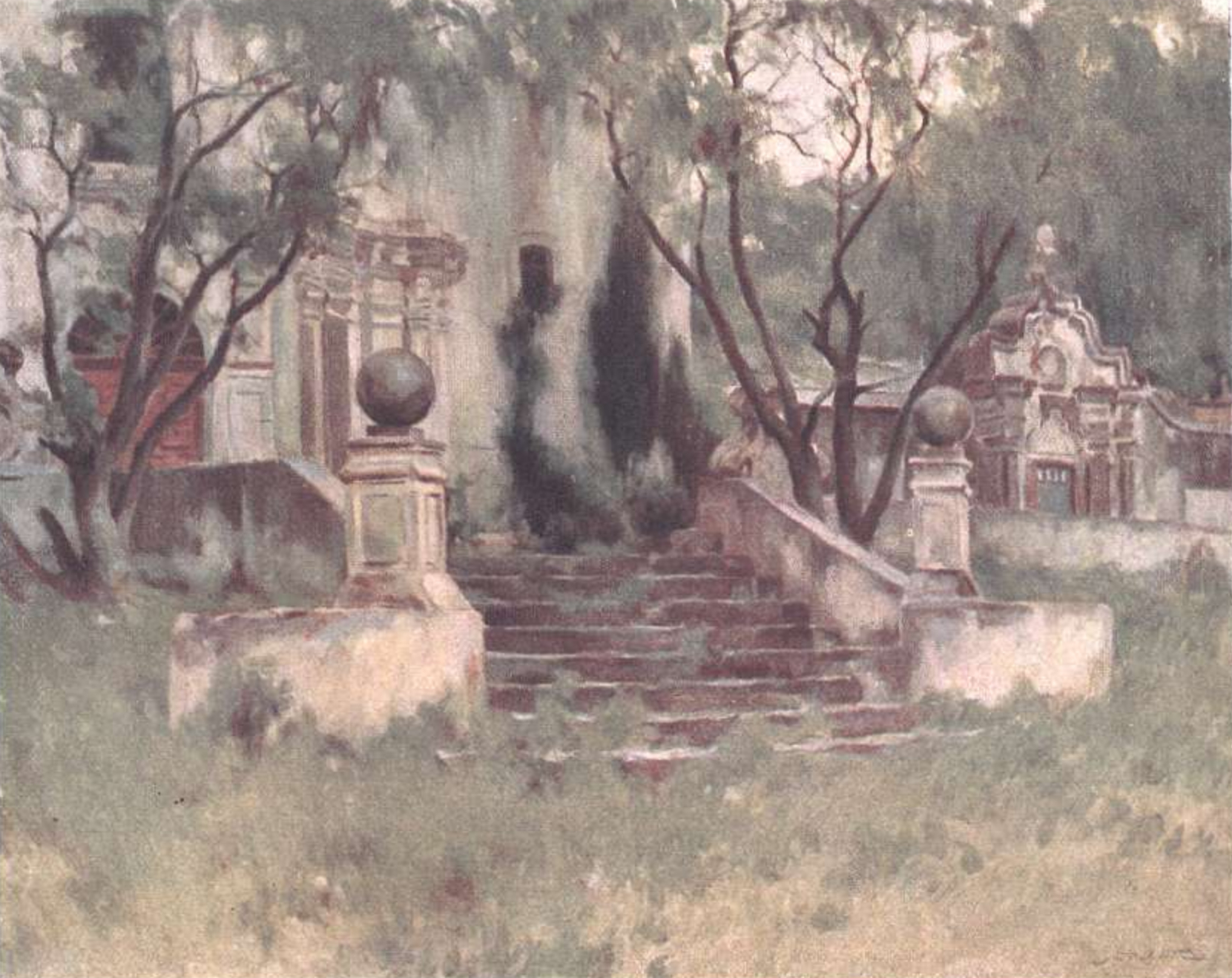
«Del pasado colonial. Iglesia de Santa Catalina (Córdoba)». Reproducción de un óleo de Juan Peláez en la revista Caras y Caretas (1917)

No se conocen fechas ciertas sobre la construcción de la iglesia y estancia, aunque debió realizarse en diferentes épocas y a lo largo de más de cien años, como probaría la placa de piedra sapo que está colocada en la portada de la casa y que lleva la fecha de 1726. También fueron numerosos los arquitectos que trabajaron en la construcción, de ellos es recuerdan los nombres de los hermanos jesuitas Andrés Blanqui y Juan Bautista Prímoli, también constructores de la catedral de Córdoba.
Cuando acaeció la expulsión de los jesuitas, decretada por Carlos III en 1767, la estancia se encontraba en pleno auge y funcionamiento. En principio, se encargó de su administración la Junta de Temporalidades, hasta que en octubre de 1774 fue vendida a Francisco Antonio Díaz, alcalde ordinario de primer voto del cabildo de la ciudad de Córdoba, el cual se comprometió a mantener la estancia en perfectas condiciones. Sus descendientes, en cuyo poder continúa la estancia, han mantenido dicha tradición.

## Producción

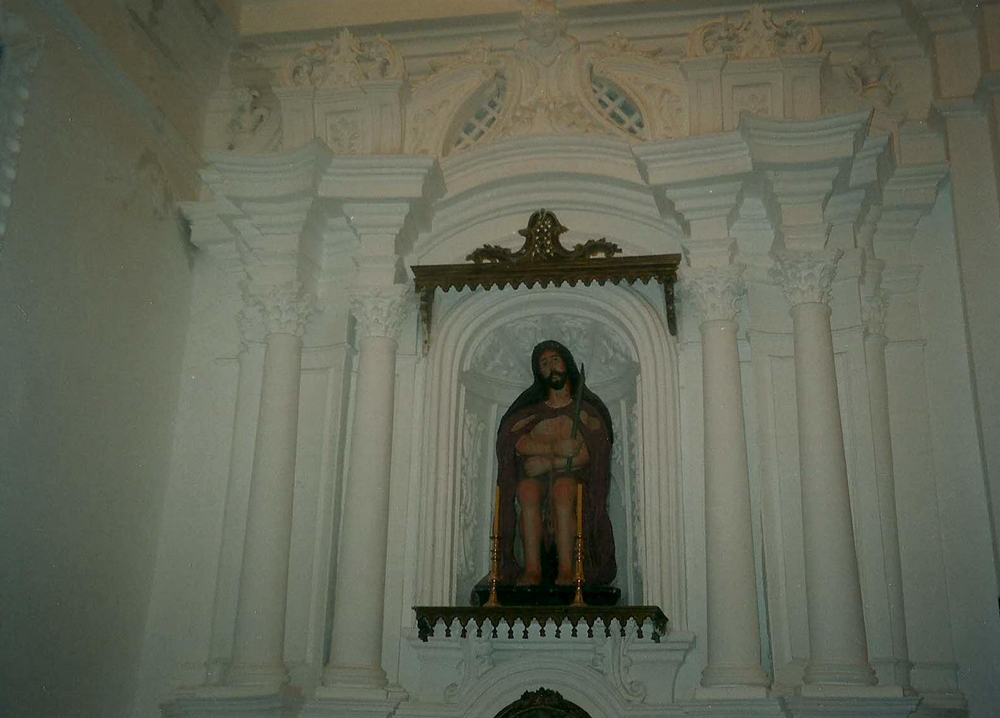
Imagen de vestir del Señor de la Humildad y la Paciencia.

La estancia fue uno de los principales establecimientos productivos jesuíticos, junto con las estancias de Jesús María y Alta Gracia. 
Debido a la insuficiencia de agua, la primera gran obra de los jesuitas fue de ingeniería hidráulica: un conjunto de conductos subterráneos por el cual el agua llegaba a la finca desde Ongamira, a varios kilómetros de distancia en las sierras, y era almacenada en un gran tajamar. 
En cada estancia se debieron detectar las actividades más adecuadas en función de las tierras; por lo que se tuvieron que construir cascos, dependencias, talleres, viviendas para indígenas y esclavos y realizar obras de infraestructuras tales como depósitos, tajamares, acequias y canales. Además, de agricultura y ganadería, cada establecimiento elaboraba su producción agropecuaria propia, dando lugar a industrias. Las estancias fueron verdaderos modelos de exportación y administración. 
Así, Santa Catalina se convirtió en un gran centro de producción agropecuaria con miles de cabezas de ganado vacuno, ovino y mular, además del obraje con sus telares y aparejos, la herrería, la carpintería, el batán (bastidor oscilante de telar) y dos molinos. Se le fueron sumando las demás construcciones como claustros cercando patios, galerías con bóvedas de cañón, talleres, caballerizas, depósitos, huertas y rancherías.

## Arquitectura

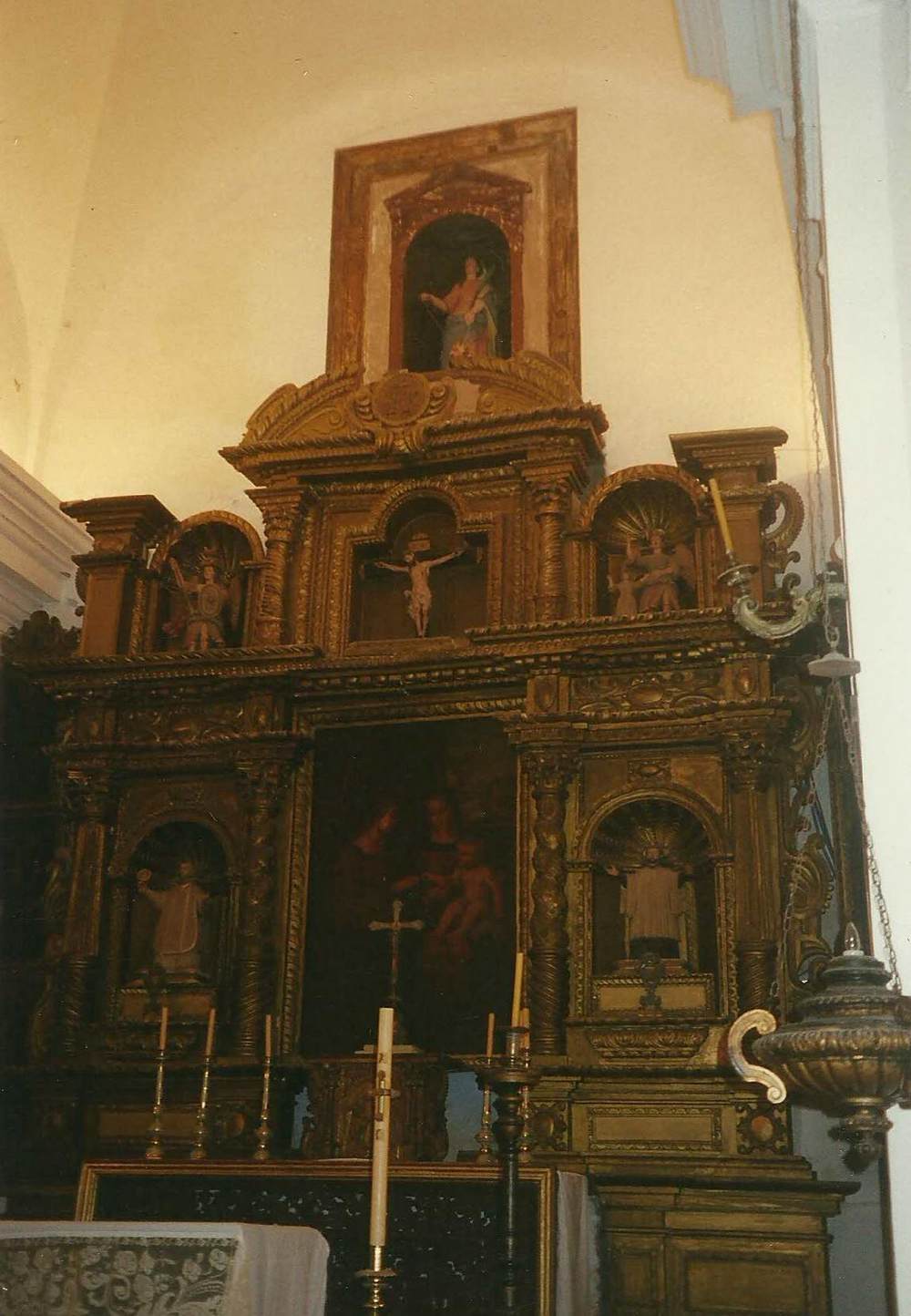
Altar de la iglesia de la estancia de Santa Catalina.

Santa Catalina es reconocida especialmente por su imponente iglesia, ejemplo del barroco colonial en el país, visiblemente influenciado por la arquitectura centroeuropea de ese estilo.
Más de un siglo después de adquirir la estancia en 1754, los misioneros jesuitas terminaron de erigir la iglesia. Su imponente fachada, flanqueada por dos torres y un portal en curva, es de líneas y ornatos gráciles, con pilastras y frontones curvos. En su interior fascina la armonía de las proporciones: una sola nave en cruz latina que culmina en la cúpula circular con ventanas en la bóveda, el gran retablo del altar mayor tallado en madera y dorado, en el que se destaca un lienzo representativo de Santa Catalina de Alejandría, patrona de la estancia; una imagen de vestir del Señor de la Humildad y la Paciencia, y la talla policromada de un Cristo crucificado.
Junto a la iglesia se encuentran el pequeño cementerio, donde se encuentran los restos de Domenico Zipoli, precedido por un portal que repite características de la fachada de la iglesia y la residencia con sus tres patios, locales anexos y huerta. Separados del cuerpo principal de la estancia se hallan el noviciado, la ranchería, el sistema hidráulico (tajamar, restos de acequias y molinos) y restos de hornos.